# BK Avarta
Der Boldklubben Avarta ist ein dänischer Fußballverein aus der Rødovre Kommune.

## Geschichte
BK Avarta wurde 1953 als Rødovrevejens Boldklub gegründet, die Mitglieder änderten aber noch binnen Jahresfrist den Namen in BK Avarta. Die Fußballer spielten lange Zeit nur im unterklassigen Ligabereich, traten aber überregional als Teilnehmer des dänischen Landespokals in Erscheinung. 1995 gelang erstmals der Aufstieg in die zweitklassige 1. Division. Nach einem zehnten Tabellenplatz im Endklassement der Spielzeit 1995/96 kehrte der Klub am Ende der folgenden Spielzeit als Tabellenschlusslicht hinter den Mitabsteigern FC Fredericia, Brønshøj BK und Neuling Haderslev FK in die Drittklassigkeit zurück. Später rutschte der Klub aus der drittklassigen 2. Division über die viertklassige 3. Division aus dem dänischen Profifußball, schwankte aber zeitweise zwischen der Spielklasse und dem höchsten regionalen Amateurbereich.
2023 stieg die zu diesem Zeitpunkt vom Ex-Profi Benny Gall trainierte Mannschaft von BK Avarta in die 3. Division auf.